# 나주우체국
나주우체국(羅州郵遞局)은 과학기술정보통신부 우정사업본부 전남지방우정청 소속의 우편물 취급기관이다. 전라남도 나주시 시청길 18(송월동 1093-7번지)에 있다.

## 연혁
- 1896년 2월 16일: 나주우체국사 설립
- 1898년 12월 25일: 광주우체국사로 신설 이전
- 1907년 3월 1일: 나주임시우체국사 설치(남평군에 남평임시우체국사 설치)
- 1941년 2월 1일: 나주우편국으로 개칭(특정우편국)
- 1946년 6월 30일: 보통국으로 전환(3급 보통우편국)
- 1949년 10월 6일: 나주우체국으로 개칭(나주읍 중앙동 58)
- 1971년 12월 16일: 서기관국으로 승격
- 1981년 7월 23일: 금성우체국으로 개칭(금성시 성북동 218-1)
- 1982년 1월 1일: 사무관국으로 격하
- 1993년 12월 27일: 나주우체국 청사개축 이전(나주시 송월동 1093-7)
- 2014년 3월 1일: 우편구역을 다음과 같이 변경 고시[1]

| 변경전     | 변경전                   | 변경후     | 변경후 |
| 배달국     | 배달구역                 | 배달국     | 배달구역 |
| ---------- | ------------------------ | ---------- | --- |
| 남평우체국 | 남평읍 · 다도면 · 산포면 | 나주우체국 | 나주시 동지역, 공산면 · 금천면 · 노안면 · 다시면 · 동강면 · 왕곡면 · 문평면 · 반남면 · 봉황면 · 세지면 · 반포면 |
| 남평우체국 | 남평읍 · 다도면 · 산포면 | 남평우체국 | 남평읍 · 다도면                                                                                                 |

- 2014년 7월 7일: 동신대학교우체국이 나주우체국과 통폐합되어 폐국[2]
- 2014년 12월 1일: 집배업무 효율화를 위해 남평읍, 다도면 우편구역을 나주우체국으로 통합[3]
- 2015년 7월 1일: 서기관국으로 승격
- 2016년 12월 1일: 빛가람우체국 신설 개국[4]

## 관할 우체국
| 우체국명             | 사진 | 주소                                  | 비고                 |
| -------------------- | ---- | ------------------------------------- | -------------------- |
| 공산우체국           |      | 전라남도 나주시 공산면 공산로 112     |                      |
| 나주금천우체국       |      | 전라남도 나주시 금천면 금영로 923     |                      |
| 나주동강우체국       |      | 전라남도 나주시 동강면 인동길 25-8    |                      |
| 나주성북동우체국     |      | 전라남도 나주시 금성길 46(성북동)     |                      |
| 남평우체국           |      | 전라남도 나주시 남평읍 남평2로 42-8   |                      |
| 노안우체국           |      | 전라남도 나주시 노안면 금산로 29      |                      |
| 다도우체국           |      | 전라남도 나주시 다도면 다도로 755     |                      |
| 다시우체국           |      | 전라남도 나주시 다시면 다시로 187     |                      |
| 동신대학교우체국     |      | 전라남도 나주시 건재로 185            | 2014년 7월 7일 폐국  |
| 동신대학교우편취급국 |      | 전라남도 나주시 건재로 185(대호동)    |                      |
| 문평우체국           |      | 전라남도 나주시 문평면 체암로 297     |                      |
| 반남우체국           |      | 전라남도 나주시 반남면 고분로 589     |                      |
| 봉황우체국           |      | 전라남도 나주시 봉황면 봉황로 720-1   |                      |
| 빛가람출장소         |      | 전라남도 나주시 정보화길 1            |                      |
| 빛가람우체국         |      | 전라남도 나주시 그린로 312 (빛가람동) | 2016년 12월 1일 신설 |
| 산포우체국           |      | 전라남도 나주시 산포면 산포로 420     |                      |
| 세지우체국           |      | 전라남도 나주시 세지면 동창로 130-5   |                      |
| 영산포우체국         |      | 전라남도 나주시 영산포로 187(영산동)  |                      |
| 왕곡우체국           |      | 전라남도 나주시 왕곡면 나주서부로 382 |                      |